# 阿特巴什区
阿特巴什区是吉尔吉斯斯坦納倫州下辖的一个区。该区治所位于阿特巴什。该区面积为15,354平方（5,928平方英里），2009年常住人口为49,238人。